# Breitbrunn, Unterfranken
Breitbrunn är en kommun och ort i Landkreis Haßberge i Regierungsbezirk Unterfranken i förbundslandet Bayern i Tyskland.
Kommunen ingår i kommunalförbundet Ebelsbach tillsammans med kommunerna Ebelsbach, Kirchlauter och Stettfeld.